# Louis Henri Fourgeoud

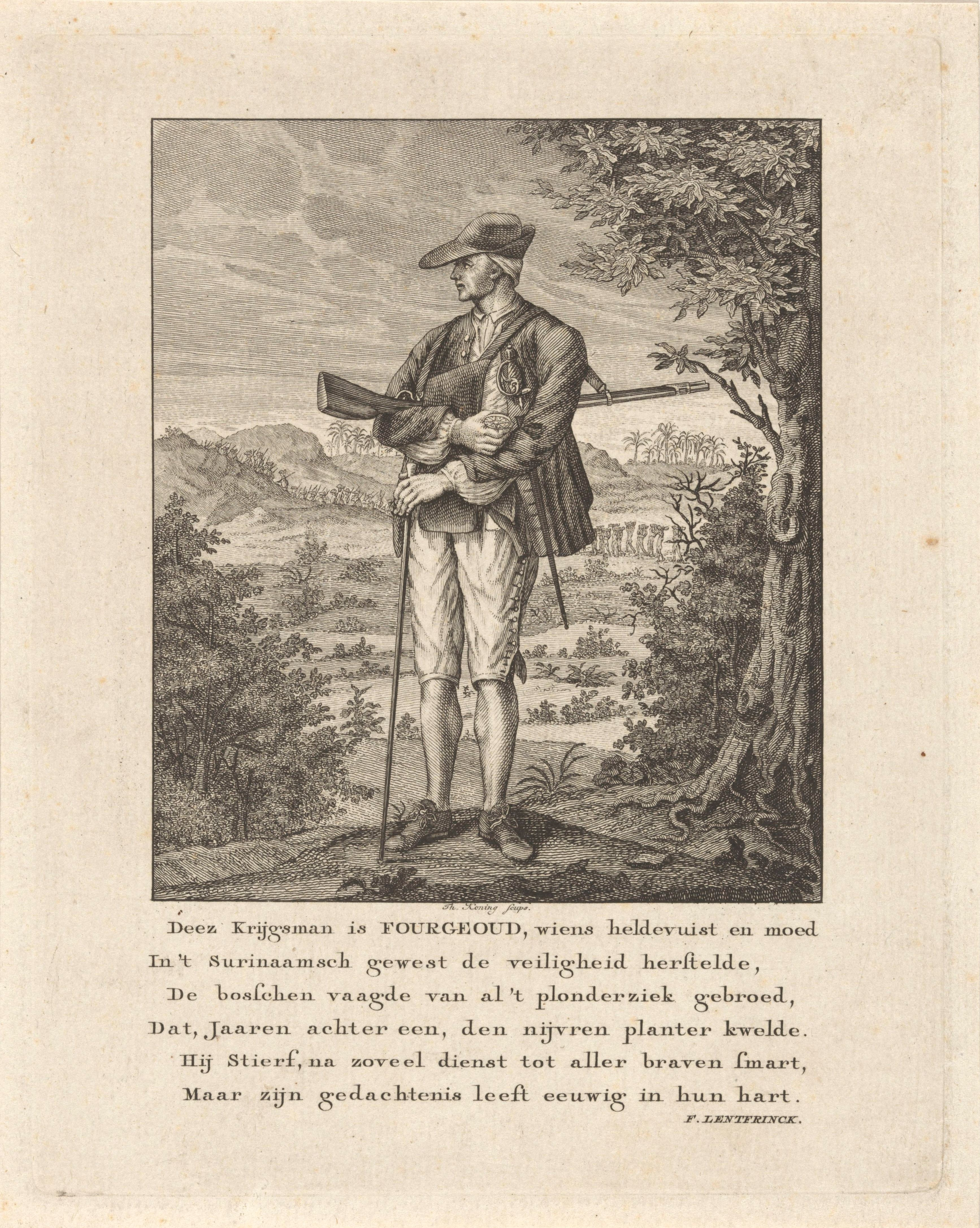
Portret van Louis Henri Fourgeoud door Theodorus Koning

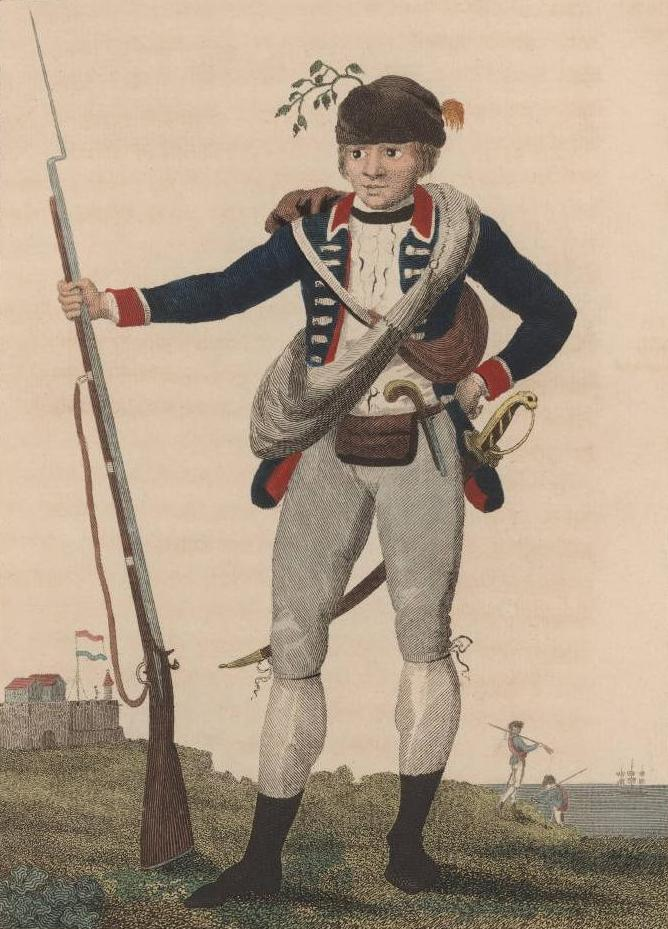
Een marinier uit het korps van Fourgeoud.

Louis Henri Fourgeoud (Zwitserland, 1708 - Nederland, 1779) was een Zwitserse militair, in dienst bij het Nederlandse leger.

## Militaire carrière
In 1763 ging Fourgeoud als majoor in een speciaal samengesteld regiment naar de vroegere kolonie Berbice, in het huidige Guyana, om de slavenopstand neer te slaan. Na terugkeer in Nederland besloten de Staten van Holland om dit regiment permanent in dienst te houden als het "Regiment mariniers tot het doen van expedities over zee en voorts op de schepen van oorlog” en werd het in de lijn opgenomen als Regiment Nationalen nr. 19 of Regiment De Salve.
In 1773 werd door de plantage-eigenaren in Suriname gevraagd om troepen die de daar heersende slavenopstand moesten onderdrukken. Er werd een nieuw regiment Mariniers opgericht dat het Regiment Nationalen nr. 21 zou worden. Vanwege zijn ervaringen in Berbice werd Fourgeoud de kolonel-commandant. Met zijn regiment, 800 man sterk, vertrok hij naar Suriname. Hij stond in hoog aanzien bij stadhouder Willem V, die hem, naast het bevel over deze troepen, ook de leiding gaf over de gehele krijgsmacht in de kolonie. Dat werd hem niet in dank afgenomen door de toenmalige gouverneur Jan Nepveu. De beide mannen botsten al snel en door het hooghartige karakter van Fourgeoud liepen de spanningen hoog op. In Suriname ontstonden al snel twee partijen: de ene partij zag Fourgeoud als de redder van Suriname, de andere partij als een nodeloze verhoging van de al hoge militaire uitgaven. In de troepen van Fourgeoud bevonden zich ook Jurriaan François de Friderici en John Gabriel Stedman (1744-1797). Stedman hield een dagboek bij. Dit dagboek werd later uitgegeven als Reize naar Surinamen en door de binnenste gedeelten van Guiana en geeft een goed beeld van het leven in Suriname. Een groot deel van het boek van Stedham beschrijft de strijd van Fourgeoud tegen de weggelopen slaven die onder leiding stonden van Baron, Boni en Jolicoeur.  
De strijd begon niet echt succesvol voor hem. Tijdens zijn eerste expeditie vond hij geen enkele slaaf en kon hij alleen wat kostgronden vernietigen. Ook de volgende tochten hadden weinig succes en deden de spanning tussen Nepveu en Fourgeoud alleen maar toenemen. Gedurende de tijd dat hij in Suriname was, werd zijn troepenmacht verschillende keren vergroot. Tijdens deze tochten overleden vele soldaten door vermoeidheid of aanvallen van de slaven die veel beter ingesteld waren op het vechten onder dergelijke omstandigheden. Fourgeoud betoonde zich opvallend mild jegens de achterhaalde slaven en werd een lichtend voorbeeld van dapperheid en plichtsbetrachting voor zijn eigen manschappen. Uiteindelijk lukte het Fourgeoud om enkele marron-dorpen te vinden en te vernietigen. De slaven vluchtten over de Marowijne. Uit vrees voor een conflict met Frankrijk durfde Fourgeoud hen niet te achtervolgen. Zie ook Fort Boekoe (paragraaf 'Na de val') voor meer informatie. 
In 1778 berichtte hij dat hij in zijn opdracht geslaagd was en ging hij terug naar Nederland. Er waren toen nog maar 100 van de in totaal 1.200 soldaten over. Hij overleed kort na terugkeer in Nederland en werd met militaire eer in Den Haag begraven. De herinnering aan Fourgeoud wordt bij de mariniers door de Tamboers en Pijpers, met een naar hem genoemde mars, nog steeds levend gehouden.